# 劉恩黻
劉恩黻（？—1907年），字新甫，号麐楥，江蘇省揚州府儀徵縣人，清朝政治人物、進士出身。

## 生平
光緒十八年（1892年），参加光緒壬辰科殿試，登進士二甲37名。同年五月，以主事分部学习。